# Magic City (Paris)
Cet article concerne un parc d'attractions et haut-lieu homosexuel parisien disparu. Pour la série télévisée américaine, voir Magic City.
Le Magic City était un lieu de loisirs situé aux nos  67 et 91 du quai d'Orsay face au pont de l'Alma, à Paris. D'abord parc d'attractions et zoo humain à son ouverture en 1911, il devient lieu de bal après la Première Guerre mondiale et notamment haut lieu homosexuel jusqu'en 1934, puis finit par être détruit en 1942.

## Histoire

### Construction
Donnant à la fois sur le quai d'Orsay et rue de l'Université, il était principalement destiné aux adultes. Tout y était fait pour le divertissement : spectacles, attractions, restaurant, bal, skating, palais persan, curiosités, représentations « d’indigènes ». Ceux-ci, Igorots, étaient originaires des Philippines.
Le développement du parc est l’œuvre de John Calvin Brown, un ingénieur américain de Chicago, qui a travaillé sur plusieurs parcs européens dans les années 1900 et 1910, notamment White City à Manchester, Earl's Court à Londres, et La Rabassada à Barcelone.

### Zoo humain et parc d'attraction
Le parc d'attractions de Magic City est inauguré le 2 juin 1911, sur une vaste surface. Juste à côté, Blanche Janin et Georges Hébert, mécanicien, créent une société en nom collectif au capital de 22 500 francs, pour une activité de « liquoriste-cinéma-concert ». Leur société est bientôt dissoute et le fonds de commerce est cédé le 18 mars 1913 à Magic City.[réf. nécessaire]
Le site possédait une grande piste de danse avec orchestre. Elle était située au premier étage du 180 rue de l'Université.
Les attractions comptent le Scénic Railway (montagnes russes en bois à friction latérale), La Rivière de Venise (barque scénique), le Chemin de fer panoramique (parcours scénique), La Cascade (Shoot the Chute), La Roulette humaine, Le Toboggan, Le Pont de la folie, Le « Cake-walk », La Salle de bal, Le Paquebot fantastique, Les ânes sauvages et La Banquette magique.[réf. nécessaire]
Le lieu sert aussi de zoo humain, fréquenté majoritairement par les classes populaires et peuplé de personnes venues de Bontoc et présentées comme « coupeuses de tête »,.
Le parc sert à toutes sortes d’usage. Ainsi, une « exposition internationale des sports », la première de ce genre, s’y tient de mai à juillet 1924. Il accueillait aussi des meetings. L’homme politique radical Joseph Caillaux y a fait sa rentrée le 19 février 1925. Il prononce à Magic-City, devant un banquet de 3 000 personnes, un grand discours politique où il accuse Raymond Poincaré de n'avoir pas empêché la guerre mondiale, ni réalisé les concessions indispensables vis-à-vis des autres pays et rappelle sa proposition de septembre 1914 de lancer un vaste emprunt pour financer les dépenses de guerre[réf. nécessaire]. Gandhi y tint aussi une conférence le 5 décembre 1931.
Le parc de Magic-City disparaît en 1926, lors du lotissement du quartier et de la création, sur son emplacement, de la rue Cognacq-Jay. Comme au temps du parc d’attractions, on continue à y projeter des films.[réf. nécessaire]

Magic City en 1913
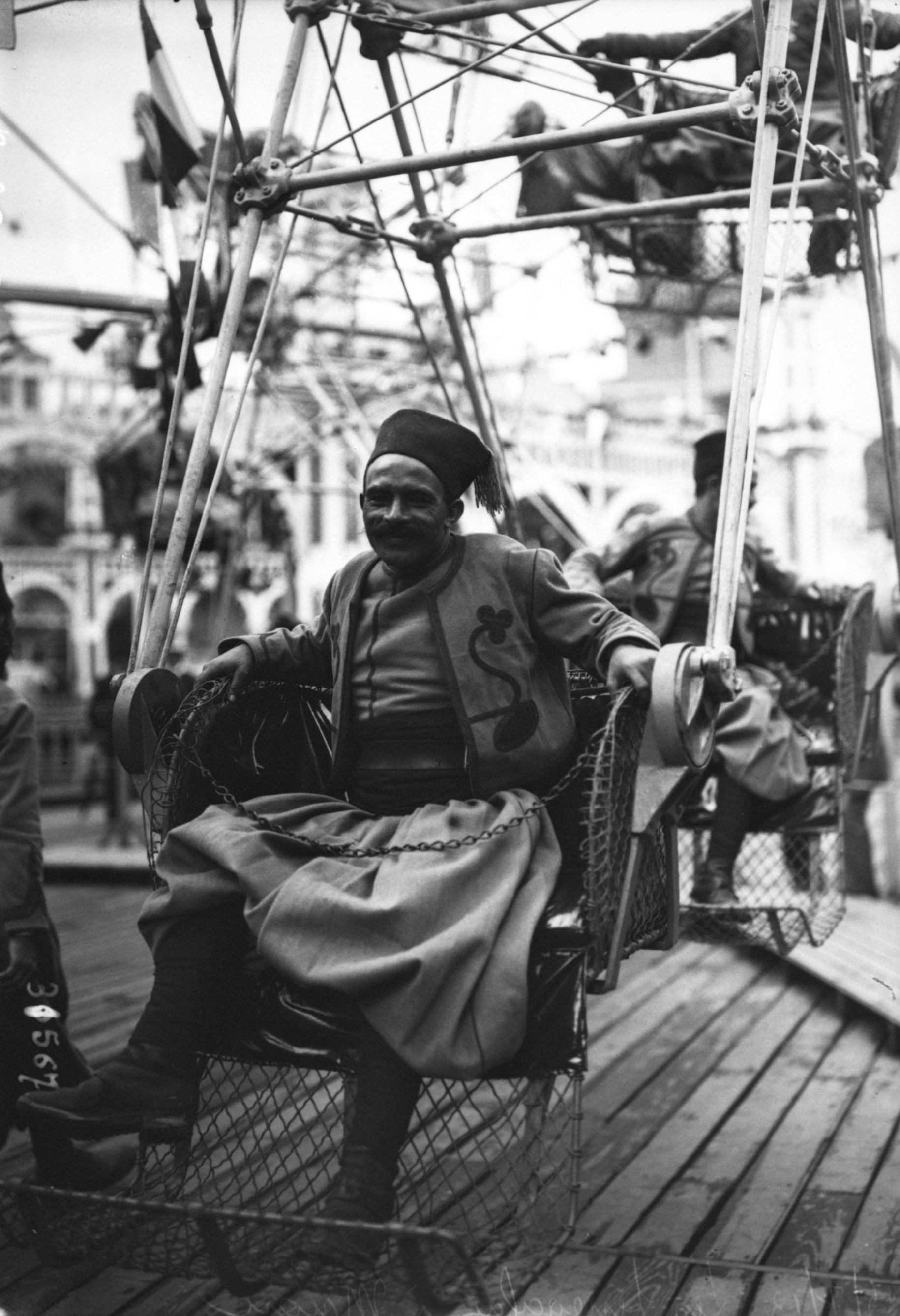
Tirailleur algérien au Magic.
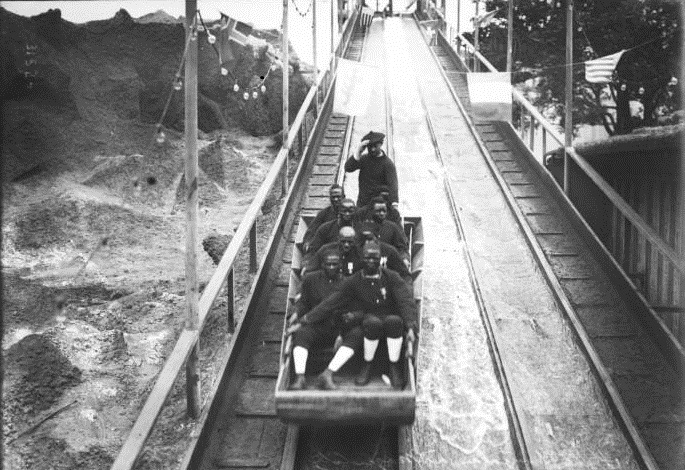
La Cascade.
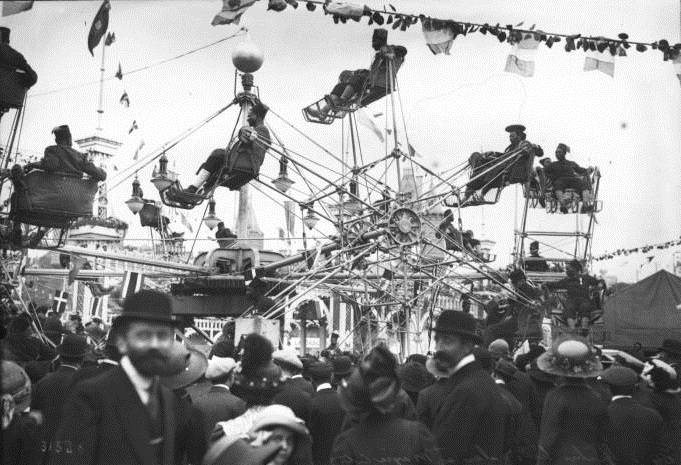
Grande roue.

Le Magic City est réquisitionné par les autorités militaires en 1915 puis démantelé après la Première Guerre mondiale dans le cadre d'un plan de rénovation urbaine. Il n'en reste alors que deux salles de bal, situées au 180 rue de l'Université.

### Bals des travestis

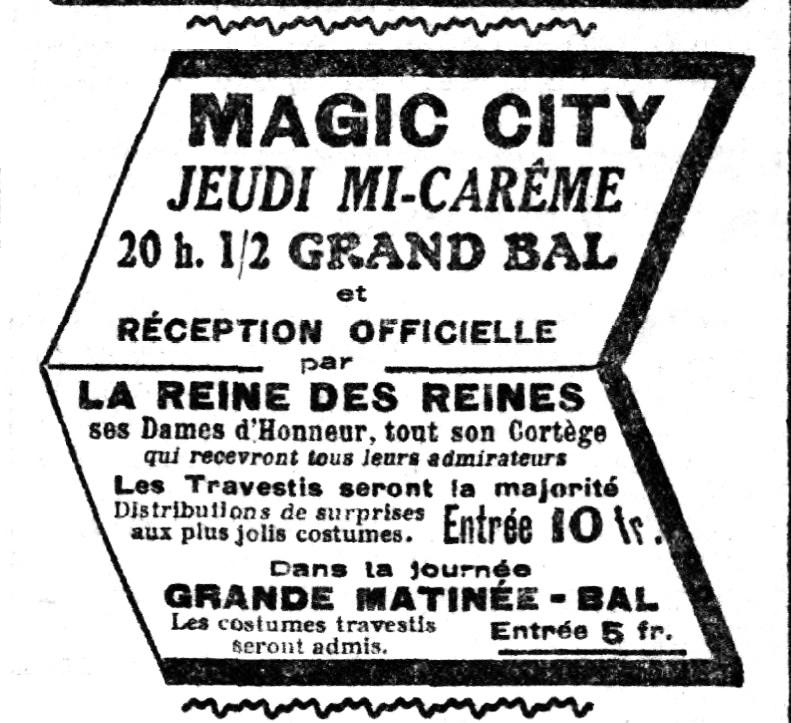
Publicité de 1920 pour le bal de la Mi-Carême du Magic City.

La préfecture de Paris n'autorisant le travestissement qu'à deux occasions, le Mardi-Gras et la Mi-Carême, ces deux jours sont choisis pour l'organisation, à partir des années 1920, de bals des travestis fréquentés par plus de 2 500 personnes : hommes travestis en femmes, femmes travesties en hommes, hommes homosexuels en tenue masculine, lesbiennes butch avant l'heure en costume ou smoking, hommes déguisés en lesbiennes, prostitués, mais aussi touristes, mondains, personnalités des arts, du barreau et de la politique et curieux,. Des personnalités y ont leurs habitudes, tels que Tristan Tzara, Joséphine Baker et Mistinguett. Ces bals sont les plus grands évènements homosexuels du Paris d'alors et figurent dans la littérature de l'époque, tels que le roman de 1929 L'Hôtel du Nord . Brassaï y réalise un reportage photographique en 1931.
Le clou de ces bals à l'esthétique déjà camp est le concours de costume, où figurent des personnages ancêtres des drag queen : déguisements de duchesses en crinoline, soubrettes, Merveilleuses, matrones de la Rome antique, Carmen, garçonnes, gommeuses de café-concerts, marins d'opérette, voyous à casquettes et foulards, gigolettes, mais aussi créatures androgynes en robes Vionnet ou Lanvin et imitations de Marlene Dietrich, Greta Garbo, Mae West, Joan Crawford ou des Dolly Sisters.
Malgré leur popularité, ces bals ne font pas l'unanimité parmi les minorités sexuelles et de genre de l'époque : ainsi, l'artiste lesbienne et non-binaire Claude Cahun regrette la prépondérance de la séparation entre homosexuels passifs et actifs, calquée sur une reproduction de rôles de genre femme/homme, qui y règne.
Ces évènements se font sous surveillance policière : ainsi, dans un rapport du 13 mars 1931, la préfecture de Paris décrit en détail un déguisement du bal : « [Il y avait] un inverti déguisé en tenue de fantaisie de gardien de la paix, dont le képi était muni sur le devant d’une petite ampoulé [sic] électrique, et portant sur chaque fesse deux motifs dont l’un représentait un disque « Sens interdit » de couleur rouge, l’autre « P. réservé », de couleur bleu ciel. Ces deux motifs étaient éclairés par une petite ampoule électrique. Le travesti était également porteur d’un petit bâton blanc dont l’extrémité était également éclairée. Il a donc obtenu un vif succès . ». Cette surveillance se fait conjointement avec les autres lieux d'homosocialité de Paris, tels que le bal des Troglodytes, permettant à la police de connaître finement les réseaux homosexuels d'alors ; cette connaissance se couple d'arrestations, la grande majorité sans suite étant donnée que l'homosexualité n'est alors pas légalement pénalisée.
Le 6 février 1934, Magic City est fermé par décision des autorités sous la pression de ligues d'extrême droite,.

### 1934 à 1942
Après la fermeture du parc d'attractions en 1934, la salle continue à être utilisée pour des événements, dont l'élection de Francine Constance, Reine des Reines de Paris 1935. La Mi-Carême continue à être fêtée à Magic-City. En 1937, c'est là qu'a lieu l'élection de la Reine du 7e arrondissement de Paris. En mai 1942, la vaste salle de Magic-City accueille les journalistes du journal collaborationiste Je suis partout pour un grand meeting public.

### La destruction de Magic City
Réquisitionné au profit des autorités allemandes, Magic City est détruit en 1942 pour céder la place aux studios de télévision Fernsehsender Paris, qui deviendront plus tard Paris-Télévision et les studios Cognacq-Jay,. Une indemnisation sera réclamée à l’État par la société Magic-City pour l'occupation de ses locaux pendant la guerre[réf. nécessaire].